# Dennis Fairclough
Dennis Fairclough – wiceprzewodniczący oraz profesor informatyki i telekomunikacji na  Utah Valley University. Specjalizuje się w nauczaniu programowania w C++ Builder, oraz w Javie.
Był związany z Eyring Research Institute (ERI) w Provo, w stanie Utah. Był jedną z osób, które  w 1979 roku opuściły ERI i założyły firmę Novell Data Systems, Inc.
Firma została wykupiona w 1983 przez Raya Noorda.